# 철강 산업의 역사 (1850년-1970년)
1800년 이전에는 철강 산업이 원료, 전력 공급 및 유수가 쉽게 확보되는 곳에 위치해 있었다. 1950년 이후에는 철강 산업이 항구 근처의 넓은 평지에 자리 잡기 시작했다. 현대 철강 산업의 역사는 1850년대 후반에 시작되었다. 그 이후 강철은 세계 산업 경제의 주식이 되었다. 이 문서는 1857년 헨리 베서머가 베서머 전로를 개발한 결과로 강철의 대량 생산이 시작된 이래로 산업의 비즈니스, 경제 및 사회적 측면만을 다루는 것을 목표로 한다. 이전에는 강철 생산 비용이 매우 비쌌고, 칼, 검, 갑옷과 같이 작고 비싼 품목에만 사용되었다.

## 기술
강철은 0.2~2.0퍼센트의 탄소와 나머지가 철로 구성된 합금이다. 선사 시대부터 용광로가 만들어지기 전까지 철은 철광석에서 연철(99.82~100퍼센트 Fe)로 생산되었으며, 강철을 만드는 과정은 일반적으로 우연한 방식으로 단조 과정에서 또는 시멘테이션 공정을 통해 철에 탄소를 추가하는 것이었다. 용광로의 도입은 문제를 역전시켰다. 용광로는 약 90퍼센트의 철과 10퍼센트의 탄소로 구성된 합금인 선철을 생산한다. 강철 제조 공정이 연철 대신 선철로 시작될 때의 과제는 탄소를 강철에 필요한 0.2~2퍼센트로 줄이기 위해 충분한 양의 탄소를 제거하는 것이다.
약 1860년 이전까지 강철은 소량으로 생산되고 주로 검, 도구, 칼붙이에 사용되는 값비싼 제품이었다. 모든 대형 금속 구조물은 연철 또는 무쇠로 만들어졌다. 제강은 영국의 셰필드와 미들즈브러에 집중되어 있었고, 이들은 유럽 및 미국 시장에 공급했다. 값싼 강철의 도입은 베서머 공정과 평로 공정, 즉 영국에서 이루어진 두 가지 기술 발전 덕분이었다. 베서머 법에서는 용광로에서 꺼낸 용융 선철에 공기를 불어넣어 강철로 전환한다. 공기 분사는 선철의 탄소와 규소를 태워 열을 방출하고 용융 금속의 온도를 높였다. 헨리 베서머는 1856년에 이 공정을 시연했으며 1864년에는 성공적으로 운영되었다. 1870년까지 베서머 강철은 선박용 철판으로 널리 사용되었다. 1850년대까지 철도 교통의 속도, 무게, 양은 사용 중인 연철 레일의 강도에 의해 제한되었다. 해결책은 강철 레일로 전환하는 것이었고, 베서머 공정 덕분에 강철 레일의 가격 경쟁력이 생겼다. 경험을 통해 강철이 훨씬 더 큰 강도와 내구성을 가지며 점점 더 무겁고 빠른 기관차와 차량을 처리할 수 있음이 빠르게 입증되었다.
1890년 이후 베서머 공정은 점차 평로 제강으로 대체되었고 20세기 중반에는 더 이상 사용되지 않았다. 평로 공정은 1860년대 독일과 프랑스에서 시작되었다. 일반적인 평로 공정은 선철, 광석, 고철을 사용했으며, 지멘스-마르틴 공정으로 알려지게 되었다. 이 공정은 강철의 조성에 대한 더 정밀한 제어를 가능하게 했고, 상당량의 고철을 장입물에 포함시킬 수 있었다. 도가니 공정은 20세기까지 고품질 합금강을 만드는 데 중요하게 남아있었다. 1900년까지 전기로가 제강에 적용되었고 1920년대까지 전기료 하락으로 인해 특수강의 도가니 공정을 거의 대체할 수 있었다.

## 영국

### 19세기
영국은 석탄 채굴, 증기 동력, 방직 공장, 기계, 철도 및 조선업에 대한 초기의 헌신으로 세계 산업 혁명을 이끌었다. 영국의 철강 수요는 풍부한 자본과 활기찬 기업가 정신과 결합되어 19세기 전반에 세계를 선도하게 했다. 강철은 산업 혁명 동안 중요한 역할을 했다.
1875년 영국은 세계 선철 생산량의 47%를 차지했으며, 그 중 3분의 1은 미들즈브러 지역에서 나왔고, 강철 생산량의 거의 40%를 차지했다. 영국 생산량의 40%는 철도 및 산업 인프라를 빠르게 구축하고 있던 미국으로 수출되었다. 그러나 20년 후인 1896년에는 영국의 세계 생산량 점유율이 선철의 경우 29%, 강철의 경우 22.5%로 급락했으며, 미국으로 보내지는 양은 거의 없었다. 미국은 이제 세계의 선두 주자였고 독일은 영국을 따라잡고 있었다. 영국은 미국 시장을 잃었고 다른 곳에서도 그 역할을 잃고 있었다. 실제로 미국 제품은 이제 영국에서 영국 강철보다 더 싸게 팔리고 있었다.
선철 생산량의 증가는 극적이었다. 영국은 1840년 130만 톤에서 1870년 670만 톤, 1913년 1040만 톤으로 증가했다. 미국은 낮은 기반에서 시작했지만 더 빠르게 성장했다. 1840년 30만 톤에서 1870년 170만 톤, 1913년 3150만 톤으로 증가했다. 독일은 1859년 20만 톤에서 1871년 160만 톤, 1913년 1930만 톤으로 증가했다. 프랑스, 벨기에, 오스트리아-헝가리, 러시아를 합산하면 1870년 220만 톤에서 제1차 세계 대전 직전인 1913년 1410만 톤으로 증가했다. 전쟁 중 포탄 및 기타 보급품에 대한 수요로 인해 생산량이 급증하고 군사적 용도로 전환되었다.

### 20세기
아베(Abé, 1996)는 볼코우 바우건 앤 컴퍼니(Bolckow Vaughan & Company)를 분석하여 빅토리아 시대 영국의 철강 기업 기록을 탐구한다. 이 회사는 구식 기술에 너무 오랫동안 매달려 있었고 평로 방식을 매우 늦게 채택했다. 아베는 이 회사와 영국 철강 산업이 기업가 정신과 계획의 실패로 어려움을 겪었다고 결론 내린다.
블레어(Blair, 1997)는 제2차 세계 대전 이후 영국 철강 산업의 역사를 탐구하여 시장 경제에서 정부 개입의 영향을 평가한다. 1940년대에는 기업가 정신이 부족했다. 정부는 업계가 공장을 업그레이드하도록 설득할 수 없었다. 여러 세대에 걸쳐 이 산업은 세계 경쟁에 비효율적임이 입증된 누더기 성장 패턴을 따랐다. 1946년에는 생산 능력 증대를 목표로 하는 첫 번째 철강 개발 계획이 시행되었다. 1949년 철강법은 대영 철강 공사의 형태로 산업 국유화를 의미했다. 그러나 이러한 개혁은 1950년대 보수당 정부에 의해 해체되었다. 1967년, 노동당의 통제하에 다시 산업은 국유화되었다. 그러나 그때까지 20년간의 정치적 조작으로 인해 브리티시 스틸 공사와 같은 회사들은 심각한 문제에 직면했다. 기존 설비에 대한 안주, 생산 능력 이하로 가동되는 공장(낮은 효율성), 낮은 품질의 자산, 구식 기술, 정부 가격 통제, 높은 석탄 및 석유 비용, 자본 개선을 위한 자금 부족, 그리고 증가하는 세계 시장 경쟁이었다. 1970년대까지 노동당 정부의 주요 목표는 쇠퇴하는 산업에서 고용을 높게 유지하는 것이었다. 브리티시 스틸은 침체된 지역의 주요 고용주였기 때문에 많은 제철소와 시설이 손실을 보며 운영되고 있었다. 1980년대에 보수당 총리 마거릿 대처는 BSC를 브리티시 스틸로 다시 민영화했다.

## 오스트레일리아
19세기 동안 다양한 제철 사업이 있었고 강철도 생산되었지만 매우 소규모였다.
호주에서 상업적 규모의 강철 생산은 1901년 리스고의 에스크뱅크 철강소에서 윌리엄 샌드포드 유한회사에 의해 이루어졌다. 이 공장은 1907년 호주 최초의 통합 철강 공장이 되었다. 이후 찰스 호스킨스에 의해 확장되었다. 호주에서 처음 압연된 강철 레일은 1911년 이곳에서 압연되었다. 1928년에서 1932년 사이에 리스고의 작업은 세실 호스킨스의 관리하에 포트 켐블라의 새로운 공장으로 이전되었는데, 현재도 호주 철강 생산의 대부분이 이루어지는 곳이다.
공공 사업부 장관 아서 힐 그리피스는 뉴캐슬의 산업화를 지속적으로 주장했으며, 이후 윌리엄 홀먼의 지도하에 BHP의 G. D. 델프라트와 제철소 설립을 개인적으로 협상했다. 그리피스는 또한 월시 아일랜드 설립의 설계자이기도 했다.
1915년 BHP는 1999년에 폐쇄된 뉴캐슬 철강 공장으로 강철 제조에 진출했다. 철강 사업의 '긴 제품' 부문은 2000년에 원스틸을 형성하기 위해 분사되었다. BHP가 광석 채굴에서 뉴캐슬에 제철소를 개설하기로 결정한 것은 '저층 황화광' 채굴에서 가치를 회수하는 기술적 한계에 의해 촉발되었다. 사우스오스트레일리아주의 스펜서만 서쪽 해안 근처에서 아이언 노브와 아이언 모나크가 발견되고, BHP 야금학자 아치볼드 드러먼드 카마이클이 '황화 아연을 동반하는 흙과 암석에서 분리하는 기술'을 개발함으로써 BHP는 '높이 40 ft (12 m)에 달하는 거대한 잔류물 더미와 슬라임을 포함한 황화광으로부터 엄청난 양의 귀금속을 해방시키는 놀랍도록 간단하고 저렴한 공정을 구현하게 되었다.'

## 독일
루르 지방은 원자재, 석탄, 운송, 숙련된 노동력, 인접 시장, 그리고 많은 기업을 설립하게 된 기업가 정신(종종 탄광과 밀접하게 연관됨)의 가용성 덕분에 독일 철강 산업에 탁월한 위치를 제공했다. 1850년까지 루르 지방에는 2,813명의 정규직 직원을 둔 50개의 제철소가 있었다. 최초의 현대식 용광로는 1849년에 건설되었다. 1871년 독일의 통일은 독일 제국이 영국을 따라잡기 시작하면서 급격한 성장에 더욱 박차를 가했다. 1880년부터 제1차 세계 대전까지 루르 지역의 산업은 각기 다른 생산 수준에서 작동하는 수많은 기업으로 구성되었다. 혼합 기업은 수직 통합을 통해 모든 생산 수준을 통합하여 생산 비용을 낮출 수 있었다. 기술 발전 또한 새로운 이점을 가져왔다. 이러한 발전은 복합 사업 기업의 창설을 위한 발판을 마련했다.
선두 기업은 크루프 가문이 운영하는 프리드리히 크루프 AG였다. 크루프와 같은 다양한 대규모 가족 기업들은 변화하는 조건에 적응하고 1870년대의 경제 불황에 대처하기 위해 재편성되었다. 이 불황은 독일 철강 산업의 수익을 감소시켰다. 크루프는 성장하는 제국을 더 잘 관리하기 위해 회계 시스템을 개혁하여 전문 계산 부서와 시간 및 임금 통제 부서를 추가했다. 경쟁 기업인 GHH는 빠르게 뒤를 이었고,<ref>Wolfram Bongartz, "Unternehmensleitung und Kostenkontrolle in der Rheinischen Montanindustrie vor 1914: Dargestellt am Beispiel Der Firmen Krupp Und Gutehoffnungshütte" [Business Management and Cost Control in the Coal, Iron, and Steel Industries of the Rhine Before 1914 as

1. ↑  David Brooke, "the Advent of the Steel Rail, 1857–1914," Journal of Transport History (1986) 7#1 pp 18-31
2. ↑  Ro Lloyd-Jones;  외. (1998). 《British Industrial Capitalism Since The Industrial Revolution》. Psychology Press. 93쪽. ISBN 9781857284096.
3. ↑  Bronwyn H. Hall; Nathan Rosenberg (2010). 《Handbook of The Economics of Innovation》. Elsevier. 29쪽. ISBN 9780080931111.
4. ↑  Alan Milward; S. B. Saul (2012). 《The Development of the Economies of Continental Europe 1850-1914》. Routledge. 96쪽. ISBN 9780415616133.
5. ↑  Carr and Taplin (1962) pp. 164–66
6. ↑  Etsuo Abé, "The Technological Strategy of a Leading Iron and Steel Firm, Bolckow Vaughan & Co. Ltd: Late Victorian Industrialists Did Fail," Business History (1996) 38#1 pp. 45–76
7. ↑  Cameron, David 보관됨 2013-11-23 - 웨이백 머신 On an island in the River: The establishment of the 월시 아일랜드 조선 및 공학 공장, Newcastle, 1910-1919, by David Cameron, as presented to the Australian Historical Association Regional Conference, Newcastle, 28–30 September 1997), 1997. Retrieved January 31, 2018.
8. ↑  Nairn, Bede "Griffith, Arthur Hill (1861–1946)", Australian Dictionary of Biography, Volume 9, (MUP), 1983.
9. ↑  “Steel City without the Big Australian”. Abc.net.au. 29 September 1999.  8 March 2000에 원본 문서에서 보존된 문서. 18 April 2011에 확인함.
10. ↑  “One Steel”. Delisted.com.au.  6 July 2011에 원본 문서에서 보존된 문서. 18 April 2011에 확인함.
11. ↑  Jay, Christopher. (1999) A Future More Prosperous: The History of Newcastle Steelworks 1912–1999, The Broken Hill Proprietary Company Limited, Newcastle, p. 34.
12. ↑  Jay, Christopher. (1999) A Future More Prosperous: The History of Newcastle Steelworks 1912–1999, The Broken Hill Proprietary Company Limited, Newcastle, pp. 42–43.
13. ↑  Norman J. G. Pounds, The Ruhr: a study in historical and economic geography (1952); Pounds and William N. Parker, ed., Coal and Steel in Western Europe; the Influence of Resources and Techniques on Production (Indiana University Press, 1957)
14. ↑  Harold James, Krupp: A History of the Legendary German Firm (Princeton U.P. 2012)
15. ↑  William Manchester, The Arms of Krupp: The Rise and Fall of the Industrial Dynasty That Armed Germany at War (1968)